# 松山恵子
松山 恵子（まつやま けいこ、1937年〈昭和12年〉4月10日 - 2006年〈平成18年〉5月7日）は、日本の演歌歌手。本名：岡崎 恒好（おかざき つねこ）。庶民派で知られ、「お恵ちゃん」（おけいちゃん）の愛称で幅広いファンに親しまれた。裾の幅が広いフリフリのドレスにハンカチがトレードマーク。所属レコード会社は日本マーキュリーレコード⇒東芝レコード。

## 経歴
1937年、福岡県戸畑市(現在の福岡県北九州市戸畑区)で生まれる。生後すぐに父の仕事の関係から東京へ引っ越すが、終戦後の食糧難のため、父の故郷の愛媛県宇和島市へ引っ越す。
中学2年生で出場した「日本コロムビア全国歌謡コンクール」で10位入賞を果たし、関係者の注目を集めた。1954年、歌手になるため家族全員で上京しようとしたが、東京行きの資金が足りず大阪へ途中下車して、大阪府大阪市淀川区に引っ越す。大阪エコー音楽学院の研究生となり、日本マーキュリーレコード全国歌謡コンクールで優勝。彼女の師である大阪エコー音楽学院の西脇稔和の薦めで「雪州音頭」（作詞・小倉武良、作編曲・西脇稔和）を岡崎景子の芸名で日本マーキュリーレコードで初吹き込み、第1号を発売する。1955年、「宵町ワルツ」「マドロス娘」でデビュー。1956年に「十九の浮草」が大ヒットし、一気にスターダムにのし上がった。「未練の波止場」「だから言ったじゃないの」「お別れ公衆電話」「泣いたって駄目さ」「東京なんて何さ」「思い出なんて消えっちゃえ」「アンコ悲しや」「別れの入場券」「逢わなきゃよかったんだわ」「酒場小唄」など数多くのヒット曲を飛ばし、『NHK紅白歌合戦』にも1957年から通算8回出場した（そのうち、7回は連続出場。詳細は下記参照。）。
1969年に交通事故に遭い、瀕死の重傷を負う。この時の輸血が原因で肝炎を患い、亡くなるまで闘病を密かに続けていた。一時は生命も危ぶまれたが不屈の闘志で復活し、最後まで国民的歌手としての人気を維持した。晩年は裾幅3.5メートル、重さ20〜30キロのドレスを着込んで歌うという年齢を感じさせないステージが多くの世代に親しまれ、懐メロ番組に欠かせない存在であった。1989年には久しぶりに紅白歌合戦に出場。裏面全体にバラの花を飾った直径2メートル半のド派手なドレスで登場した。1995年には第37回日本レコード大賞功労賞を受賞した。
歌い終わると手に持ったハンカチを振る。自分のことを「オケイチャンはね」という。
私生活を売り物にすることは無かったが、一度だけ交通事故で入院した後、週刊誌に半生を語ったことがある。美空ひばりや島倉千代子等の同年代のスター歌手同様、家庭は波乱に満ちていた。
数々の男性と浮名を流すなど非常にモテたが、生涯一度も結婚せず、子供もいなかった。2006年4月、入院中に死期を悟り、長らく苦労をともにしたマネージャーと養子縁組を行った。

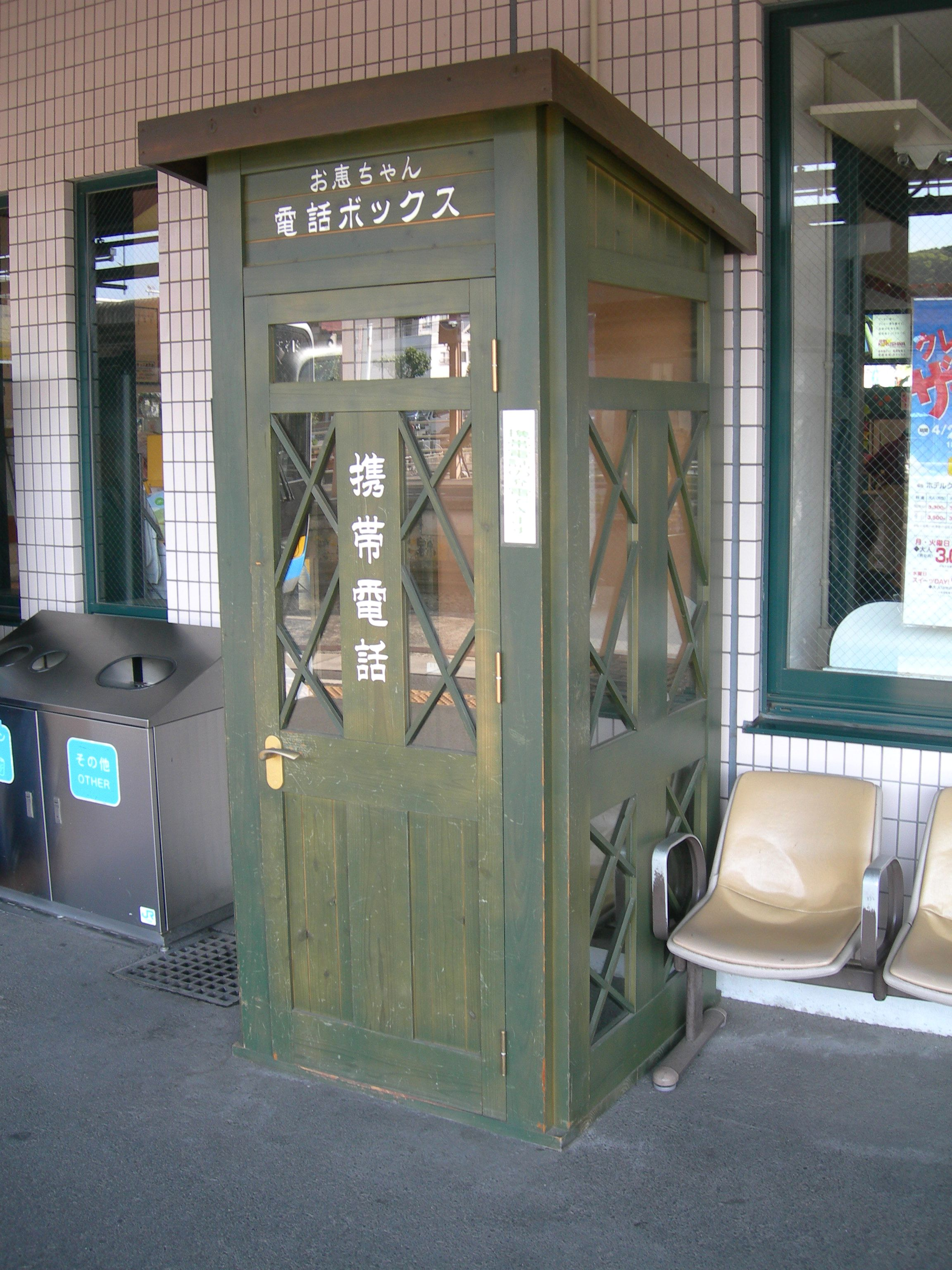
「お別れ公衆電話」を記念した電話ボックス（JR宇和島駅構内）

2006年2月収録のNHKデジタル衛星ハイビジョン（NHK BShi）『シブヤらいぶ館・演歌一本勝負』で、1996年頃から肝臓癌で闘病中であることを告白し、その直後の3月下旬に入院。4月末に容態が急変し、5月7日に死去した。享年69。6月に新曲「人生ありがとう」を発表する予定だった。東芝EMIは、松山の死を受けて追悼アルバムの製作を決め、2006年8月9日に『松山恵子愛唱歌〜お恵ちゃんありがとう〜』のタイトルで発売された。
演歌歌手の三船和子は、松山にあこがれて歌手になったという。三船は松山の葬儀で号泣し、「お恵ちゃんの歌は私が歌い続けます」と語った。「お恵ちゃんのことを悪く言う人は一人もいない」と言われるほど性格が良いことで知られ、観客やファンはもちろん、スタッフにも常に優しく接していた。前述の三船や立川談志など、芸能人にもファンは多かった。JR宇和島駅構内に、ヒット曲「お別れ公衆電話」を記念した電話ボックスが設置されている。

## ディスコグラフィ

### 日本マーキュリー SP盤（78回転）
- 当時の日本マーキュリー、日本ディスクのレコード月報（各月）及び「レコードタイムス」誌（レコードタイムス社刊）（各月）に基づく。

1. 雪洲音頭/女の愛情（M-1125：1954年?）岡崎景子名義の初吹込盤。B面は櫻井稔の歌唱。
2. マドロス娘/宵待ワルツ（H-15143：1955年6月新譜）松山恵子としてのデビュー盤。定価250円。
3. ユンタ恋しや/私妬けるわよ（H-15148：1955年7月新譜）定価250円。
4. さのさ月夜/ジョンガラ娘（H-15155：1955年8月新譜）A面は藤島桓夫の歌唱。定価300円。
5. 島の子守唄/ストトン・ワルツ（H-15167：1955年11月新譜）
6. 津軽のお仙/お染恋だより（H-15170：1955年11月新譜）
7. 涙の捨小舟/お座敷どんぱぱ（H-15174：1955年11月新譜）
8. 男涙のあるかぎり/母恋月夜船（H-15177：1956年1月新譜）A面は藤島桓夫の歌唱。
9. 明星鴉/からゆきさんの船は行く（H-15183：1956年2月新譜）A面は瀬川伸の歌唱。
10. ミナト東京/燈台つばき（H-15188：1956年3月）A面は瀬川伸の歌唱。
11. 街の船乗り/夢見る花園（H-15192：1956年4月新譜）A面は瀬川伸の歌唱。
12. 嘘は云わぬよ/アンコ追分（H-15195：1956年）A面は藤島桓夫の歌唱。
13. 癪な雨だよ/わたしゃ浮草（H-15198：1956年）A面は藤島桓夫の歌唱。
14. チャイナのナツメ売り/北海の霧笛（H-15206：1956年）B面は由利章の歌唱。
15. 河童ソング/河童とお恵ちゃん（H-15213：1956年）A面は藤島桓夫の歌唱。
16. 銀ブラ娘/ブルーハワイのレイ賣り娘（H-15214：1956年）B面は藤島桓夫の歌唱。
17. マドロス祭り/鈴鹿追分（H-15217：1956年）A面は藤島桓夫の歌唱。
18. 若い船頭だよ/十九の浮草（H-15222：1956年10月新譜）A面は藤島桓夫の歌唱。
19. 新黒頭巾節/粋な横櫛（H-15226：1956年10月新譜）A面は同名の東宝映画の主題歌で、大友柳太郎の歌唱。
20. つんつん娘/船底人生（H-15230：1956年10月25日発売）B面は由利章の歌唱。
21. おばこ十七/母を頼んだぜ（H-15239：1956年11月15日発売）B面は由利章の歌唱。
22. 鳴門ちどり/初恋トロリコ（H-15250：1956年12月15日発売）
23. 浪曲ながし/初恋つばき（H-15254：1957年1月20日発売）
24. 辨慶さん/片恋船頭唄（H-15260：1957年2月15日発売）A面は伊東満の歌唱。
25. つんつん月夜/海の追分（H-15268：1957年4月新譜）B面は伊東満の歌唱。
26. 乙女舟唄/真菰花嫁さん（H-15274：1957年4月15日）
27. 未練の波止場/湯の町こけし（H-15281：1957年5月10日臨発）当盤の臨発を記念し、売上枚数を予想しハガキで応募する懸賞が催された。[2]
28. ジャワのパパイヤ娘/未練燈台（H-15289：1957年6月15日発売）B面は瀬川伸の歌唱。
29. 津軽月夜/悲恋の波止場（H-15296：1957年7月）
30. むすめ虚無僧/港の夜風（H-15303：1957年8月15日発売）尺八奏者として、菊地淡水の名がクレジットされている。
31. お国訛りのマドロスさん/別れの舟唄（H-15308：1957年10月新譜）
32. 鴎さんこんにちは！/燈台恋しや（H-15313：1957年11月新譜）このレコードより、販売が日本ディスク株式会社になる。[3]
33. 青春ジングルベル/ホワイトクリスマス（H-15317：1957年12月新譜）歌唱は、藤島桓夫、松山恵子、若杉啓二、由利章、丸山美智子、津川洋一となっている。[4]
34. マドロス次郎ちゃん/山彦船頭さん（H-15320：1957年12月新譜）B面は松山恵子と小畑やすしの歌唱。
35. 流転三度笠/女三度笠（H-15324：1957年12月新譜）A面は藤島桓夫の歌唱。
36. 飲めば天国/白い土蔵と欅の木（H-15327：1957年12月15日発売）B面は若杉啓二の歌唱。
37. もう泣かないわ/さすらいの乙女馬車（H-15330：1958年2月新譜）
38. さよなら鷗/だから言ったじゃないの（H-15334：1958年3月新譜）A面は藤島桓夫の歌唱。（出だしの「あんた泣いてんのね」の台詞は流行語になった）（また、レコード会社移籍後の発売は「だから云ったじゃないの」と表記されている。）
39. 母恋い糸くり唄/初恋郵便（H-15340：1958年5月新譜）
40. むすめ踏切番/ホロロン笛（H-15347：1958年）B面は夏目三郎の歌唱。
41. 愛情航路/ギター渡り鳥（H-15348：1958年）B面は津川洋一の歌唱。
42. バックNO.1050/ねぇどうすりゃいいの（H-15351：1958年）
43. 未練のなみだ雨/メノコ月夜（H-15357：1958年）
44. 波止場の指切り/風吹きがらす（H-15380：1959年）B面は寿賀太郎の歌唱。
45. 三号室の鍵/知らない港（1959年）B面は三島武雄の歌唱。
46. 木魚と珍念さん/お染ちゃんさようなら（1959年）A面は真山一郎の歌唱。
47. それじゃ余ンまり/月の屋台（1959年）B面は日高浩二の歌唱。
48. 雨だれと溜息/俺らはチョンガーNo.1（1959年）B面は日高浩二の歌唱。
49. 恋の流れ星/男涙の晴れ舞台（1959年）B面は真山一郎の歌唱。
50. アンコ船長さん/風と一緒に行っちゃった（1959年）B面は藤島桓夫の歌唱。
51. 銀座アベック・タイム/さよなら空港（1959年）B面は藤島桓夫の歌唱。

### 日本マーキュリー シングル盤（45回転）
- 当時の日本マーキュリー、日本ディスクのレコード月報（各月）及び「レコードタイムス」誌（レコードタイムス社刊）（各月）に基づく。

1. 鳴門ちどり/十九の浮草（DH-7：1957年5月15日発売）
2. つんつん娘/乙女舟唄（DH-10：1957年6月15日発売）
3. 貨物船(カーゴ)のひとり者/悲恋の波止場（DH-19：1957年8月15日発売）A面は藤島桓夫の歌唱。
4. お国訛りのマドロスさん/別れの舟唄（DH-24：1957年10月新譜）
5. マドロス次郎ちゃん/山彦船頭さん（DH-32：1957年12月新譜）
6. 田舎へ帰ろうよ/飲めば天国（DH-33：1957年12月15日発売）A面は藤島桓夫の歌唱。
7. さよなら鷗/だから言ったじゃないの（DH-36：1958年3月新譜）A面は藤島桓夫の歌唱。
8. 母恋い糸くり唄/初恋ゆうびん（DH-40：1958年5月新譜）
9. 未練の波止場/湯の町こけし（DH-41：1958年5月新譜）
10. メノコ月夜/未練のなみだ雨（DH-47：1958年）

### 日本マーキュリー EP盤（45回転4曲入り）
- 当時の日本マーキュリーのレコード月報（各月）及び「レコードタイムス」誌（レコードタイムス社刊）（各月）に基づく。

1. 十九の浮草/あんこ追分/鳴門ちどり/島の子守唄（DK-9：1957年4月15日発売）定価600円。
2. 港の夜風/乙女舟唄/湯の町こけし/津軽月夜（DK-16：1957年10月新譜）
3. マドロス次郎ちゃん/鷗さん今日は/お国訛りのマドロスさん/燈台恋しや（DK-18：1957年12月新譜）

### 東芝 シングル盤（45回転）
- 当時の東芝レコード月報 及び レコード・マンスリー（各月）に基づく。レコード番号の＜NPナンバー＞はSP盤の番号。

1. 泣いたって駄目さ/旅の鴎よたのんだぜ（JP-1030＜NP-1046＞：1959年4月新譜）東芝移籍後の第1弾。定価 300円。
2. やっぱり涙に負けちゃった/港のお世辞（JP-1034＜NP-1050＞：1959年5月新譜）
3. 東京なんて何さ/嘘つき波止場（JP-1060＜NP-1070＞：1959年5月臨発）
4. 新々おこさ節/あなたは地蔵さん（JP-1039＜NP-1056＞：1959年6月新譜）
5. すっかりその気でいたんだよ/八号トンネル（JP-1059＜NP-1075＞：1959年9月新譜）B面は、高松和男の歌唱。
6. 思い出なんて消えっちゃえ/お山のごろすけ（JP-1075＜NP-1076＞：1959年10月新譜）B面は、津川洋一の歌唱。
7. 汽笛になく女/炎の風（JP-1076＜NP-1077＞：1959年10月新譜）B面は、若草多佳子の歌唱（デビュー盤）。
8. ああ忠臣蔵/源吾さん（JP-1082＜NP-1082＞：1959年11月新譜）A面は、高松和男の歌唱。
9. お別れ公衆電話/ひとりぽっちの三等車（JP-1083＜NP-1083＞：1959年11月新譜）
10. 恋のシグナル青黄赤/昨日は昨日明日は明日（JP-1091＜NP-1091＞：1959年11月30日発売）
11. みれん屋台/海のにおいのする町（JP-1095＜NP-1095＞：1960年1月10日発売）
12. 東京SOS/女心のタンゴ（JP-1106＜NP-1106＞：1960年2月新譜）
13. どたん場の女/青い錨の刺青（JP-1115＜NP-1112＞：1960年3月新譜）
14. 逢わなきゃよかったんだわ/銀座の裏側（JP-1123＜NP-1103＞：1960年4月新譜）
15. 待っていたのよ/波止場っ子（JP-1133＜NP-1118＞：1960年5月新譜）
16. あんた勘弁ね/地下駐車場（JP-1145＜NP-1123＞：1960年6月新譜）
17. 流れ星/男の影（JP-1153＜NP-1127＞：1960年7月新譜）B面は、峰悠二の歌唱。
18. お小夜の鈴/お夏恋慕笠（JP-1154＜NP-1128＞：1960年7月新譜）（琴）田中佐智子。
19. 情けあるなら/翼よさようなら（JP-1167＜NP-1133＞：1960年8月新譜）
20. 海の風来坊/みれん海峡（JP-1176＜SP発売なし＞：1960年9月新譜）
21. 雨の踏切/石狩の町よさようなら（JP-1178＜NP-1138＞：1960年9月新譜）SP盤発売は、この曲が最終。
22. ドラが鳴るまで出船まで/諦めちゃったのさ（JP-1191：1960年10月新譜）
23. 本日欠航/涙って嫌な奴（JP-1197：1960年10月20日発売）A面は、冒頭部分の欠航のアナウンスの部分が実際のアナウンスと紛らわしいという理由で日本民間放送連盟における要注意歌謡曲指定を受けていた（アナウンス部分をカットすれば放送可）が後に解除されている[5]。
24. アンコ悲しや/さようなら東京さん（JP-1207：1960年12月1日発売）A面には、豊静（三味線）が参加している。
25. 哀愁のバラライカ/赤い靴は泣かない（JP-1215：1960年12月1日発売）A面は、峰悠二の歌唱。
26. 幸福だってきっとくる/おけさ灯台（JP-1224：1961年2月新譜）
27. 港の女と風見鶏/夕焼け太鼓（JP-1228：1961年2月新譜）B面は高松和男の歌唱。
28. 心の落書/形見のライター （JP-1233：1961年3月新譜）
29. 浮気じゃないわ/嘆きのカスタネット（JP-1242：1961年4月新譜）
30. 越後恋しや/残したパイプ（JP-1242：1961年5月新譜）A面は、豊静（三味線）が参加。
31. お迎え波止場/一番纒だ（JP-1262：1961年6月新譜）
32. 恋の三度笠/真平御免（JP-1271：1961年7月新譜）A面は豊静（三味線）が参加。
33. 十九の浮草/花びら小唄（JP-1285：1961年7月31日発売）A面は再録音盤。オリジナルはマーキュリーSP（H-15222：1956年10月新譜）
34. 花笠月夜/鳴門ちどり（JP-1291：1961年10月新譜）
35. 博多恋しや/面影の町（JP-1297：1961年11月新譜）
36. 港が恋しいなァ/こがらし峠（JP-1311：1961年12月新譜）
37. 箱根エレジー/さいはて旅情（JP-1319：1962年1月新譜）B面は、峰悠二の歌唱。
38. 男って冷たいなあ/木曽路の雨（JP-1325：1962年1月新譜）
39. 嘆きの波止場/みれん小唄（JP-1332：1962年2月新譜）豊静（三味線）が参加。
40. 港でなんか泣くものか/おばこ悲しや（JP-1346：1962年3月新譜）
41. 東京へ帰る人/むらさき草紙（JP-1361：1962年4月新譜）豊藤・豊寿（三味線）が参加。
42. 洞海旅情/若戸大橋音頭（JP-1400：1962年4月下旬臨発）B面は、藤島桓夫の歌唱（ベニ・シスターズも参加）。
43. オホーツク夜曲/雨の竹芝棧橋（JP-1371：1962年5月新譜）
44. 筑波の新太郎/役者子守唄（JP-1377：1962年5月新譜）A面は、結城伸一の歌唱。
45. 別れ夜船/キュッキュ節（JP-1405：1962年5月中旬臨発）B面は、合いの手が卑猥であるとされ、放送禁止になる。
46. お恵ちゃんの「佐渡情話」/男の一人旅（JP-1384：1962年6月新譜）A面は豊静（三味線）が参加、B面は玉川福太郎の歌唱。
47. あんた男でしょ/月夜の貝がら（JP-1385：1962年6月新譜）
48. 哀しい恋はもうしない/湯の町物語（JP-1416：1962年8月新譜）定価が290円に改訂される。
49. 酒場の子守唄/想い出湖畔（JP-1417：1962年8月新譜）B面は赤木博子の歌唱。
50. おけさ悲しや/憎ったらしい鷗さん（JP-1430：1962年9月新譜）
51. 石狩の初恋/裏町の蝶々（JP-1443：1962年10月新譜）
52. おんなの運命/浮草の波止場（JP-1444：1962年10月新譜）
53. 三人吉三/権八みだれ髪（JP-1453：1962年10月新譜）B面は、渚幸子の歌唱。
54. 女心と空っ風/銀座千鳥（JP-1458：1962年11月5日発売）
55. よさこい慕情/五ツ木の数え唄（JP-1468：1962年12月5日発売）
56. 思い出してるのネ/死ぬほど好きな人だもの（JP-1478：1963年1月5日発売）
57. ああ犬吠岬/ダムへ流れて来た女（JP-1484：1963年1月5日発売）B面は、泉愛子の歌唱。
58. わかりませんか/私の涙がかれるとき（JP-1495：1963年2月新譜）
59. ガッチャガチャ節/東京どじょっこ娘（JP-1503：1963年2月新譜）B面は、藤島桓夫の歌唱。
60. 秩父恋しや/お別れ伝言板（JP-1517：1963年3月5日発売）
61. 祇園の三人姉妹/恋の履歴書（JP-1530：1963年4月新譜）A面は、さくら姉妹が参加。
62. エリカの咲く岬/湯の町ブルース（JP-1542：1963年5月新譜）
63. 別れの入場券/利休ねずみの涙雨（JP-1547：1963年5月新譜）B面は、紫ふじ美の歌唱。
64. 花の命（放浪記より）/波止場の口笛（JP-1550：1963年6月新譜）
65. 女俠若松港/女無法松（JP-1555：1963年6月新譜）B面は、渚幸子の歌唱。
66. 恋ひとすじ/逢いたいなァ（JP-1559：1963年7月新譜）
67. ダルマさん/すもう小唄（JP-1560：1963年7月新譜）
68. 赤い小さな風呂敷づつみ/沖縄恋しや（JP-1575：1963年8月新譜）
69. やくざ太鼓/玄海つばき（JP-1607：1963年10月新譜）
70. 志摩の恋歌/好きになってもいいかしら（JP-1612：1963年10月新譜）A面は、さくら姉妹の歌唱。
71. 浪曲月夜鳥/エンヤコラ恋歌（JP-1621：1963年11月新譜）
72. 任侠河内くずし/恋暦（JP-1637：1963年12月新譜）
73. どどいつ波止場/勝負（TR-1001：1964年2月新譜）TRシリーズとしての発売。定価は290円で変わらず。三味線の豊静が参加。
74. ストトン酒場/霧の別れ船（TR-1008：1964年2月新譜）三味線の豊藤、豊寿が参加。
75. あんたなんか知らない/丹後の宮津でピンと出した（TR-1021：1964年3月新譜）三味線の豊寿、静子が参加。
76. ふり袖流し唄/別れのさんさ時雨（TR-1023：1964年3月新譜）A面は、さくら姉妹の歌唱。三味線の豊静、豊寿が参加。
77. また来週のおたのしみ/これでいいのよ（TR-1036：1964年4月新譜）
78. 泣き虫波止場/なんにも云わずにほっといて（TR-1036：1964年5月新譜）
79. みんな私が悪いのよ/泣きたい港（TR-1056：1964年6月新譜）
80. 別れの巡航船/哀愁の日の岬（TR-1086：1964年7月5日臨発）
81. お恵ちゃんの“婦系図”/涙の酒場（TR-1105：1964年9月新譜）(尚『お恵ちゃんの“婦系図”』は、後にマレーシアで荘学忠によって『我为你痴迷』と言うタイトルでカヴァーされている。)
82. 哀愁の駅/忘れてしまいたい（TR-1124：1964年10月新譜）
83. 恋のブルース/母恋三度笠（TP-1006：1964年11月新譜）新しいTPシリーズとしての発売で、定価300円。これよりステレオ盤となる。
84. 口笛を吹く女/嘘ついちゃ駄目よ（TP-1012：1964年12月新譜）
85. 東京の流れ星/女の旅路（TP-1030：1965年1月15日発売）
86. 女の坂道/空港の女（TP-1037：1965年3月新譜）
87. 惚れて惚れて/慕情の波止場（TP-1051：1965年4月新譜）
88. お別れ改札口/女の桟橋（TP-1059：1965年5月新譜）
89. 東京なんて何さ/嘘つき波止場（TR-1152：1965年6月新譜）再発のモノラル盤。オリジナルは、JP-1060。
90. お別れ公衆電話/ひとりぽっちの三等車（TR-1153：1965年6月新譜）再発のモノラル盤。オリジナルは、JP-1083。
91. アンコ悲しや/さようなら東京さん（TR-1154：1965年6月新譜）再発のモノラル盤。オリジナルは、JP-1207。
92. 十九の浮草/博多恋しや（TR-1155：1965年6月新譜）カップリング替えの再発モノラル盤。オリジナルはJP-1285とJP-1297。「十九の浮草」の初録音は、マーキュリーのSP盤（H-15222）。
93. 逢わなきゃよかったんだわ/心の落書（TR-1156：1965年6月新譜）カップリング替えの再発モノラル盤。オリジナルはJP-1123とJP-1233。
94. かもめ小唄/涙の旅路（TP-1075：1965年6月新譜）
95. ひなげし小唄/船員手帳（TP-1078：1965年6月新譜）
96. 五条坂の女/別れのシグナル・タイマー（TP-1111：1965年9月新譜）（琴）上木康江
97. 酒場小唄/おけさ恋唄（TP-1130：1965年10月新譜）（尺八）村岡実、（三味線）豊藤・静子、東芝男声合唱団
98. 霧雨の町/街あかり（TP-1174：1965年12月新譜）
99. ホステス小唄/娘遍路唄（TP-1203：1966年2月5日発売）鈴木弘二とクリスタル・エコーズ
100. 別れの入場券/泣いたって駄目さ（TP-1212：1966年2月5日発売）オリジナルは JP-1547とJP-1030。
101. 熱海渚通り/哀愁港町（TP-1240：1966年4月5日発売）
102. あなたはどこに/倖せの涙（TP-1295：1966年6月5日発売）
103. ホラホラ節/鉄砲小唄（TP-1315：1966年8月5日発売）（三味線）豊静
104. 雨の愛染岬/アンコ黄八丈（TP-1338：1966年10月5日発売）
105. 涙の赤信号/おんな川（TP-1387：1967年1月15日発売）
106. 未練の波止場/バックナンバー1050（TP-1398：1967年2月15日発売）
107. 愛の涙は血の涙/かぎりなき母情（TP-1405：1967年3月5日発売）
108. 惚れちゃっちゃ愛しちゃっちゃ/くぼたさん（TP-1442：1967年5月5日発売）
109. いなわしろ哀歌/鷗に聞いちゃった（TP-1484：1967年7月5日発売）
110. 哀愁の午前一時/おんな酒（TP-1505：1967年9月5日発売）
111. だいすき/愛しているから愛されたい（TP-1541：1967年11月5日発売）
112. 城ヶ島慕情/別れのラブレター（TP-1615：1968年4月1日発売）
113. お別れ公衆電話/東京なんて何さ（TP-2023：1968年4月1日発売）ベスト・カップル・シリーズで、オリジナルはJP-1083とJP-1060。TP-2000シリーズは定価¥370。
114. 酒場小唄/十九の浮草（TP-2023：1968年7月発売）ベスト・カップル・シリーズで、オリジナルはTP-1130とJP-1285。
115. あたり節/女泣かせ……（TP-2061：1968年10月1日発売）
116. 涙をふいて/渚の別れ（TP-2132：1969年3月1日発売）
117. だから言ったじゃないの/裏町人生（TP-2061：1969年6月1日発売）A面のオリジナルは、マーキュリー DH-36（1958年3月新譜）。このシングルは東芝での再録音盤で、両面とも4月発売のLP（TP-7306）からのカット。
118. この恋ひとつ/恋のよさこい橋（TP-2208：1969年10月1日発売）
119. （民謡童謡）手拍子音頭/ドッコイ甚句（TP-1790：1970年2月5日発売）松山の歌唱はA面のみで藤島桓夫とのデュエット、B面は浜田喜一と神楽坂浮子による。これより定価 ¥400。
120. あなたに燃えて/あなたを知りたい（TP-2289：1970年6月5日発売）
121. （民謡）金毘羅船々/伊予節（TP-1825：1971年1月10日発売）ハヤシ＝西田和枝、三味線＝豊静他。
122. 噂になるよな女じゃないわ/女のはなし（TP-2375：1971年2月5日発売）
123. 花のエレジー（瀬戸内心中）/残侠小唄（TP-2461：1971年6月5日発売）
124. 東京ひとりぼっち/ネオン町の女（TP-2519：1971年10月5日発売）
125. 函館・横浜・長崎/女の幸せどこに（TP-2665：1972年5月5日発売）
126. 子連れネオン花/恋のなみだ雨（TP-2739：1972年10月新譜）これより定価 ¥500 となる。
127. ラブ・ラブ小唄/三号室の鍵（TP-2847：1973年6月新譜）
128. （民謡）花笠月夜/新々おこさ節（TF-1124：1973年6月新譜）

- （舞踊歌謡）五条坂の女/丹後の宮津でピンと出した
- 「恋の三度笠」
- 「鳩よ」
- 「平和への祈り」
- 「女の劇場」
- 「哀愁の駅」
- 「色去灯」
- 「ハイハイハイ〜今度生まれて来る時も〜」
- 「紅とんぼ」
- 「いのち歌って」
- 「一葉記」（遺作）

## NHK紅白歌合戦出場歴
| 年度/放送回               | 回 | 曲目                     | 備考                     |
| ------------------------- | -- | ------------------------ | ------------------------ |
| 1957年（昭和32年）/第8回  | 初 | 未練の波止場             | 紅白初出場               |
| 1958年（昭和33年）/第9回  | 2  | だから言ったじゃないの   |                          |
| 1959年（昭和34年）/第10回 | 3  | 思い出なんて消えっちゃえ |                          |
| 1960年（昭和35年）/第11回 | 4  | アンコ悲しや             |                          |
| 1961年（昭和36年）/第12回 | 5  | 恋の三度笠               |                          |
| 1962年（昭和37年）/第13回 | 6  | おけさ悲しや             |                          |
| 1963年（昭和38年）/第14回 | 7  | 別れの入場券             |                          |
| 1989年（平成元年）/第40回 | 8  | 未練の波止場(2回目)      | 昭和の紅白(第一部)に出演 |

## テレビ番組
- 昭和歌謡大全集（テレビ東京）
- 年忘れにっぽんの歌（テレビ東京）
- NHK歌謡コンサート（NHK総合）
- 思い出のメロディー（NHK総合）
- 一枚の写真（フジテレビ）
- BS日本のうた（NHK-BS2）
- ふたりのビッグショー・共演-神野美伽（NHK総合 2000年）

## 映画
- 未練の波止場（1958年、日活）
- だから云ったじゃないの（1959年、日活）